# 清仏戦争
清仏戦争（しんふつせんそう、簡体字中国語: 中法战争、繁体字中国語: 中法戰爭、ベトナム語: Chiến tranh Pháp-Thanh/戰争法清、フランス語: Guerre franco-chinoise）は、1884年8月と1885年4月にかけて起きた、ベトナム（越南）領有を巡るフランスと清との間の戦争。
フランスが領土領有を達成したためフランスの勝利と考えられているが、士気旺盛な黒旗軍との戦いでは軽視できない損害も被った。

## 背景

### ベトナム進出
ベトナム（阮朝）に対するフランスの領土的野心は1840年代から始まった。コーチシナ戦争（1858年-1862年）で、フランスは阮朝が南部に設置していた幾つかの行政区を武力併合し、それらを統合してフランス領コーチシナを形成、東南アジア進出の拠点とした。
後にフランス政府の探検団は、雲南からベトナム北部を結ぶ紅河沿いの陸路を開拓し、「コーチシナ（仏）」－「トンキン（阮朝）」－「清国南部」間の通商路整備を計画した。しかし北ベトナムと清国南部の国境地帯には、清帝国と対立する劉永福の軍閥・黒旗軍が勢力を築いていた。黒旗軍は法外な通行料を要求し、フランス政府の計画は頓挫した。

### アンリ・リビエールの探検
フランスが北ベトナム侵略に突入したのは、フランス海軍士官アンリ・リビエールの行動によってであった。1881年末、現地のフランス商人に対するベトナムの反発を調査するように命じられたリビエールは、小規模の軍勢を連れてハノイ（河内）に進み、そこで上官命令を無視して独断で阮朝軍のハノイ砦を占領した。ハノイ砦は程無く阮朝軍に返還されたが、リビエールの占領行為は阮朝とその庇護者である清朝に警戒感を与えた。しかし阮朝は弱体であり、フランス軍を押しのける力はなかった。

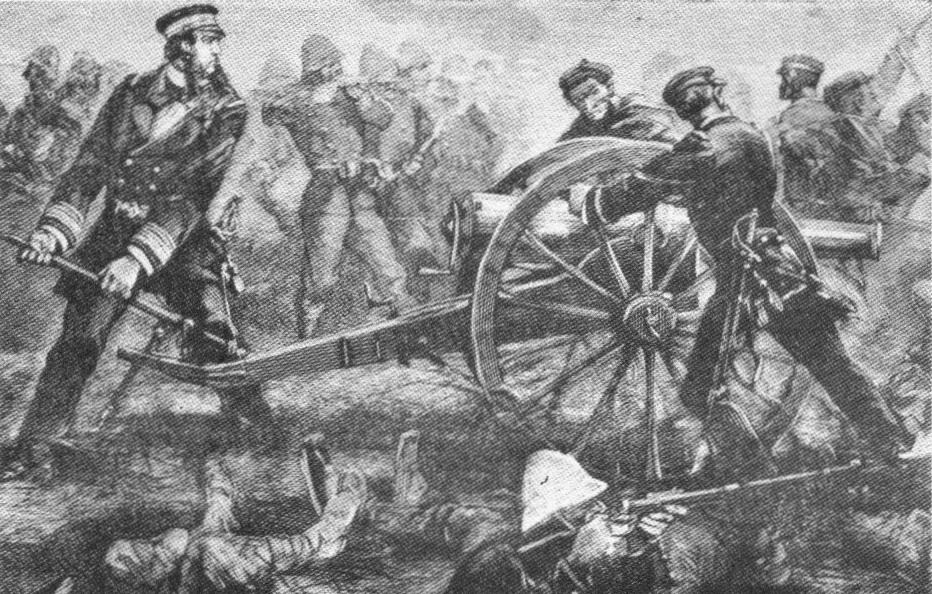
コウザイの戦い

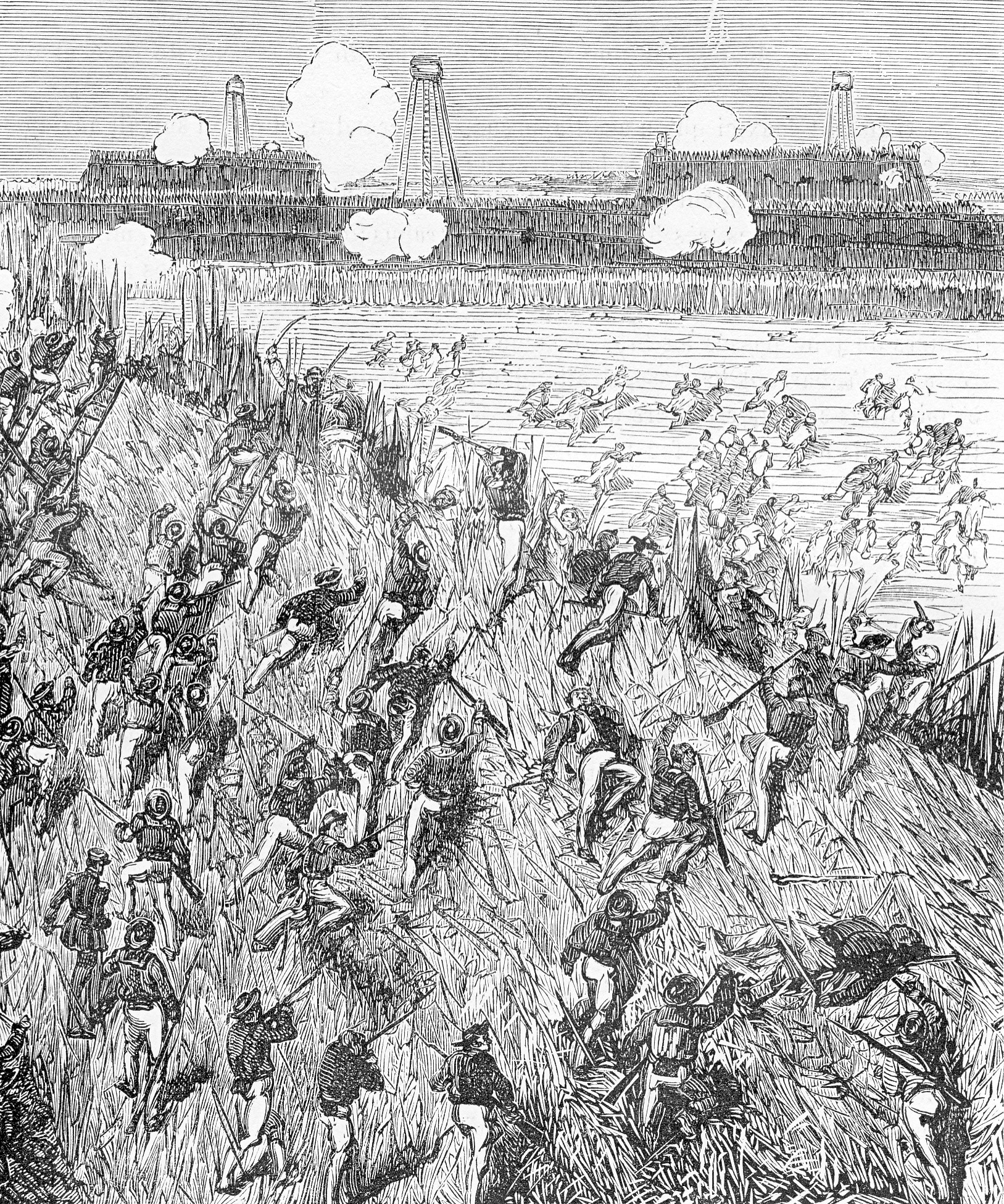
トゥアンエンの戦い

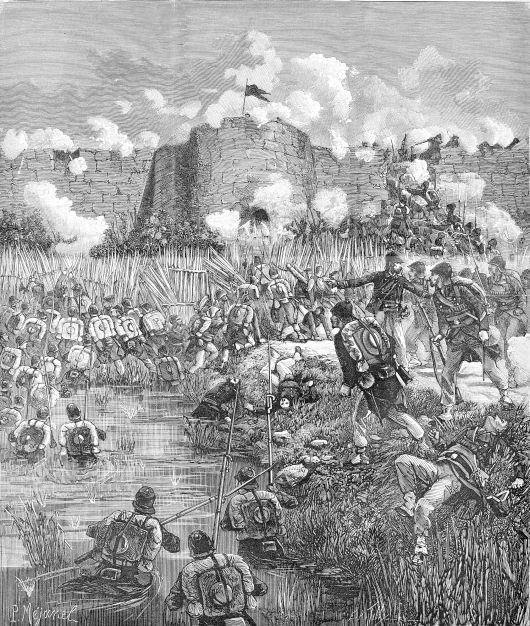
ソンタイ川の戦い

既に崩壊しつつあった阮朝軍に代わって、フランスに対峙したのは黒旗軍だった。1873年、黒旗軍はコーチシナ駐屯軍の士官フランシス・ガルニエの部隊を壊滅させたことがあった。ガルニエはリビエール同様に上官命令を無視して北ベトナムに兵を向け、ハノイ砦で黒旗軍の部隊に襲撃され敗北した。この戦いでガルニエは戦死し、フランスはベトナムでの敗北を隠蔽しようとした。
また阮朝は、宗主国である清朝に支援を要請した。庇護国に進出するフランスに不快感を抱いていた清朝は、表面上敵対していた黒旗軍に武器や資金を援助し、トンキン（東京）での反フランスの戦いを後援し、フランスのベトナム進出に対して警告した。

### トンキン戦争
1882年、主に雲南省など中国南部で動員された清帝国の遠征軍がベトナムに入り、ランソン（諒山）などトンキンの重要拠点に次々と駐屯を開始した。フランス政府の代表として清国に滞在していた駐在公使フレデリック・ブレーは、1882年11月と12月に李鴻章と交渉して阮朝には無断でトンキンを仏清で二分する協定を結ぼうと奔走した。
一方のリビエールはブレーを弱腰と考え、1883年に黒旗軍・清軍・阮朝軍と決戦を行うべく520人の兵士を連れて進撃を再開した。3月、ナムディン砦の戦いで200人の敵兵を倒して勝利、リビエールは装備差による戦力優位を確信した。続いて敵軍の攻勢によってハノイ砦近郊で発生したGia Cucの戦いにも勝利を得た。リビエールの行動のタイミングは完璧で、ナムディン（南定）砦占領という懲罰を覚悟した行為を行った直後、フランス本国で植民地拡大を新たな外交政策に据えるジュール・フェリー政権が成立した。フェリー政権はブレーの講和案を強く批判、ブレーを公使から解任すると共にリビエールの軍事的独断を英雄的行為として賞賛した。
1883年4月、清朝軍の唐景崧将軍は士気の低い阮朝軍では不利と主張して、劉永福を説得して黒旗軍による攻勢を計画した。1883年5月10日、3,000名の黒旗軍がフランス軍を攻撃、5月19日に両軍はハノイ近郊のコウザイ地区で衝突（コウザイの戦い）した。550人のフランス兵はコウザイ地区に掛かる橋に陣地を築いていた黒旗軍に反撃を受け、指揮官リビエールが戦死して敗走した。
しかし既にリビエールの行動はジュール・フェリー政権の支持を得ており、直ちにフランス軍の大規模増派が開始、後に清帝国を巻き込む全面戦争に発展した。

### フランスの再侵略
1883年8月20日、フランス軍の遠征隊指揮官となったアメデ・クールベ提督の遠征軍がベトナムに上陸、阮朝軍に多大な損害を与えた。フランス軍の本格侵攻を前に、嗣徳帝の死で混乱していた阮朝は癸未条約の締結を了承、事実上フランスに降伏した(トゥアンエンの戦い)。
勢いに乗るフランス軍はダイ川に展開する劉永福の黒旗軍に攻勢を仕掛け、フーホアイの戦いとパランの戦いで一定の損害を与えたが、激しい抵抗を受けた。二度の大攻勢でもダイ川から黒旗軍を後退させることができなかった。欧州諸国では「フランス軍苦戦」との悪評が広がり、焦ったフランス政府は1883年9月に攻勢失敗を理由に陸戦司令官を解任した。結局、黒旗軍はダイ川が氾濫したため、ソンタイ（山西）川付近の陣地へ後退した。
フランスは年末に黒旗軍を壊滅させるための大攻勢を計画しつつ、黒旗軍の後ろ盾である清国に対して単独講和を打診し始めた（一方で他の欧州主要国にも参戦を促して回った）。しかし清朝政府は駐仏公使の曾紀澤から「フランスは全面戦争に踏み切る勇気がない」との報告を受け、フランスの駐清公使と李鴻章が行っていた交渉を打ち切った。フランス政府はパリの曾紀澤公使とポール＝アルマン・シャルメル＝ラクール外務大臣の会談を行わせたが、外交的進展はなかった。

### ソンタイ川・バクニンの戦い
フランス政府が焦る中、清朝は前線からの撤兵を拒否した。清では攘夷運動が各地で発生し、特に運動が盛んだった広東省では広州などでフランスのみならず欧州商人全体への襲撃が発生し、各国が自国住民保護の為に砲艦を派遣した。
清帝国との直接戦争を予期したフランスは、ドイツ政府に鎮遠・定遠の建造を遅らせるように要請し、前線ではトンキンデルタで幾つかの新たな拠点を確保して勢力を拡大した。黒旗軍との戦闘がいずれ清朝とも戦うことになると予想したが、早期にトンキン全土を併合すれば既成事実的に相手方が領有を認めるだろうと判断した。トンキンでの新たな攻勢はクールベ提督を総司令官に据え、1883年12月に1万を越す大軍がソンタイ（山西）川に向かって攻撃を開始した。 
ソンタイ川の戦いは最大の激戦だった。清軍やベトナム人兵士はあまり戦いの趨勢に関与せず、3,000人の黒旗軍が主力として戦い、12月14日にフランス軍の攻勢を一旦は撃退した。黒旗軍がクールベ軍の追撃に失敗する中、体勢を立て直したクールベは、大砲による援護を行いながら12月16日にソンタイ川へ二度目の突撃を敢行。同日午後5時、フランス軍外人部隊と海兵部隊の一部がソンタイ川の防衛線を突破して市内に突入、劉永福は残存軍を連れてソンタイ川後方へと撤退した。
フランス軍が数百人の死傷者を出す一方、黒旗軍も半数近い兵士を失った。清軍とベトナム軍（両者が加わればフランス軍を上回る数であった）が戦いに加わらなかった事から劉永福は両国の捨駒にされたと憤慨し、以降の戦いには積極的に関わらなくなった。
1884年3月、フランス軍はシャルル・テオドール・ミロー将軍をアメデ・クールベに代わる新たな総司令官にして事態の好転を図った。総戦力は2個旅団に増強された。第1旅団はセネガル総督のルイ・ブリエール・ド・リール少将、第2旅団はアルジェリアのイスラム教徒の反乱を鎮圧したオスカル・ド・ネグリエ少将が旅団長を務めた。フランス軍は作戦目標を清国広西軍が守備するバクニン（北寧）に定め、攻撃を再開した（バクニンの戦い）。今回は清軍が主体だったが、士気の低い広西軍は形だけの抵抗で撤退した。両軍合わせて3万人（フランス軍1万、清軍2万）の大会戦でありながら、両者の被害は僅かに100人程度に終わっている。黒旗軍が積極的に参加せず、戦力を温存していたこともバクニン占領を容易にし、ミロー将軍はバクニンに残された幾つかのクルップ製の大砲を接収した。

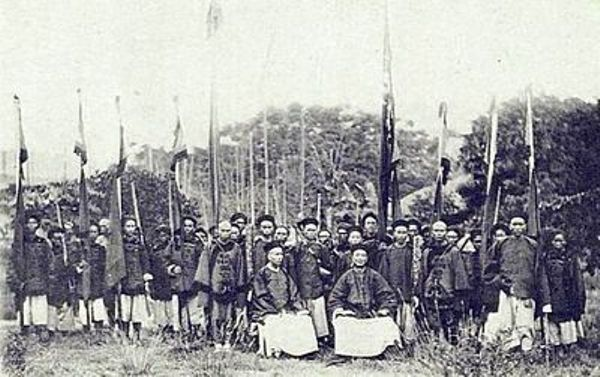
清国軍

### 清仏戦争勃発
清軍が敗北したため、張之洞ら対外強硬派の勢力が低下した。フランス軍によってフンホア（興化）とタイグエン（太原）が攻め落とされると李鴻章ら和平派がさらに力を持ち始め、清の西太后は天津で李鴻章に司令官代理フルニエとの交渉を再開する様に命じた。
1884年5月11日、清軍の撤退・トンキン分割・貿易路の確定などを取り決めた天津停戦協定（李・フルニエ協定）が結ばれた。清国はフランスによるコーチシナ・トンキンの植民地化も追認し、各地にフランス軍が駐屯することを黙認した。しかし停戦協定に不備があり、清軍の撤退時期が明確でなかった。フランスは清軍の即時撤退を要求したが、清は条約の履行次第であると拒絶した。撤兵問題で両国は対立し、清朝では戦争再開を主張する強硬派政治家達だけでなく私怨を持つ翁同龢らが加わって李鴻章の解任を要求し、更に密かに軍勢を前線に移動させた。
6月6日、フランス公使ユール・パトノートルが阮朝ベトナム代表グエン・ヴァン・トゥオン（阮文祥）と、甲申条約（パトノートル条約、Patenôtre Treaty）を新たに締結した。同時期の6月、フランス軍は清軍がランソンから撤退すると考え、駐屯部隊を差し向けた。6月23日、バクレ地方を通過していたフランス軍は、通行を妨害する広西軍の分遣部隊と遭遇した。フランス軍は清国軍側に最後通牒を突きつけて攻撃を開始した（バクレの戦い、バクレ伏兵事件）が、反撃を受けて敗走した。
この事件後、フランス本国では開戦論が高まった。フィリー政権は清国に謝罪と賠償金を要求したが、清国は交渉には同意したものの賠償や謝罪は拒否。両国の対立は深まり交渉は決裂。フランス軍はクールベ提督の艦隊を福州に移動させ、清国海軍の福州船政局への攻撃に備えるよう命令した。1884年8月5日、フランス海軍は台湾の基隆湾にある石浦湾に砲撃を行い3台の沿岸砲台を破壊して基隆に海兵部隊を上陸させ、劉銘傳指揮の清国軍が来援したために撤退した。
これにより両国は事実上の戦争状態に突入し、清仏戦争が勃発した。

## 戦況推移

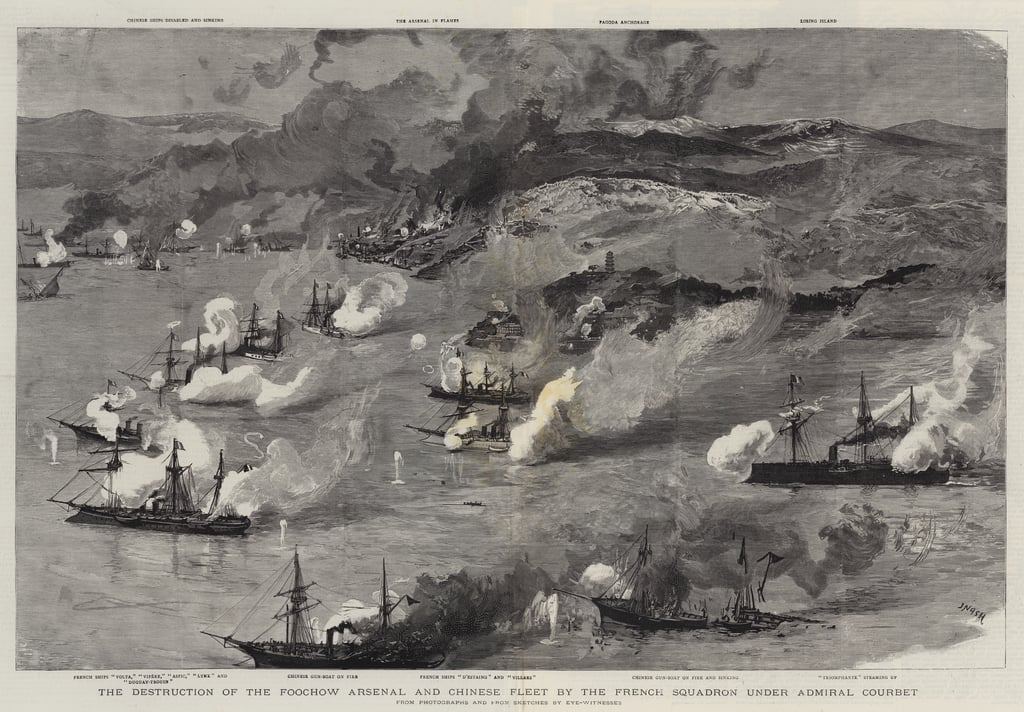
馬江海戦を描いた絵。左側と手前に位置して水柱に包まれているのは福建艦隊で、右側がフランス極東艦隊。最も右側に位置する黒い装甲艦はフランス海軍のラ・ガリソニエール級装甲艦「トリオンファン(Triomphante)」で、絵の左側で「揚武」と交戦している「ヴォルタ」を支援するために舷側砲塔を撃ちながら突撃している構図。

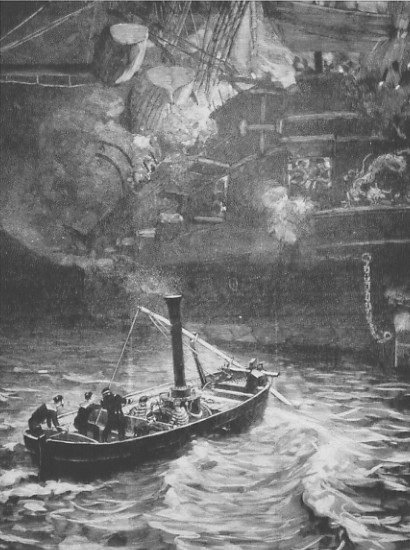
石浦湾に突入するフランス海軍の水雷艇

### フランス海軍の攻勢

#### 馬江海戦
1884年8月中旬、両国間で続けられていた和平交渉は決裂した。8月22日、フランス軍はアメデ・クールベ提督の極東艦隊に、福州に集結していた清国福建艦隊（張佩綸提督）との決戦を命令した。
翌8月23日、両艦隊の間で馬江海戦が発生した。福建艦隊22隻の内、旗艦の一等巡洋艦「揚武」を含む11隻は西洋式の最新艦艇であったが、13隻のフランス海軍の前に約1時間でほとんどが撃沈か大破し、水兵の死者数も3,000人を越したと思われる。一方のフランス側は軽微な損害しか受けなかった。
戦いの一部始終は、中立を宣言していたアメリカ・イギリス両国海軍によって見届けられた。勝ったクールベは福州の海軍工廠（皮肉にもフランス海軍人プロスペ・ジケルの技術協力で建設されたもの）に大きな被害を与え、幾つかの沿岸砲台を破壊した後、戦域を離脱した。
福建艦隊敗北に対して、清朝内では反仏感情が広がった。イギリス・ドイツ・アメリカは、対フランスの観点から軍事顧問団を清朝に派遣した。

#### 香港暴動
反仏感情は、イギリス領香港に飛び火した。1884年9月、馬江海戦で損傷を受けたフランス艦艇の修理を拒絶する大ストライキが発生した。修理工達のストライキは月末には解散させられたものの、湾内労働を補助するさまざまな業種がストライキを継続したので、正常に修理を行える状況にはなかった。英政府が鎮圧を行う中、労働者が警官に射殺されたため、10月3日に深刻な大暴動へと発展した。英政府は、広東省の役人達が背後で暴動を指揮したのではないかと疑っていたという。

#### 台湾攻防戦
馬江海戦の後、フランス軍は8月5日に清軍に撃退されて失敗した台湾北部の要衝・基隆市の占領を再び計画した。フランス軍は馬江海戦の勝利と合わせて、北部台湾を占領する事で早期に講和を実現しようと考えていた。10月1日にフランス海軍の海兵隊1,800名が上陸し、現地守備隊は基隆市から後方の防衛拠点に撤退した。上陸したフランス軍の戦力では基隆市より先に進むには心許なく、補給面でも不安があった。10月2日、フランス海軍のレスペス提督は意味のない沿岸砲撃を経て、水兵600名を基隆市後方の淡水へと差し向けた（淡水の戦い）。しかし孫開華将軍の清軍約1,000名の反撃を受け、戦闘は膠着した。
1884年末、フランス海軍は高雄・台南など幾つかの重要な港を海上封鎖した。さらに1885年1月、陸上戦力を4,000名に増強した。だが清国側も兵力を25,000名に増強していた。1885年1月から始まったフランス軍の攻勢は、基隆市周辺の幾つかの小村を占領したのみに終わり、大雨の影響で2月には攻勢は中止された（基隆の戦い）。

#### 石浦湾海戦
台湾戦線が膠着する中、クールベ艦隊は強化され続け、1884年10月時点よりも強大な戦力になっていた。1885年2月11日、クールベ艦隊の分隊が台湾封鎖に対抗する清国海軍の南洋水師と交戦（石浦湾海戦）、2月14日の夜にフランス海軍の小型艦艇の奇襲でフリゲート艦「馭遠」を撃沈した。続いてクールベ艦隊本隊も清国海軍を捕捉し、寧波に近い鎮海港へ逃げ込んだ清国海軍の封鎖を行った。後に装甲艦2隻を基幹とした部隊で鎮海港への砲撃を行った（鎮海海戦）が、双方とも損失は僅かだった。
1885年2月、清の要請を受け、英政府は極東でのフランス海軍の入港拒否を決定した。補給港を失ったクールベ艦隊は、報復として揚子江で行われる米の輸送を妨害し、食糧難を引き起こして講和を促そうと試みたが、米の輸送を陸路に限らせただけで効果は薄かった。

### トンキンを巡る戦い

#### 三角州での勝利

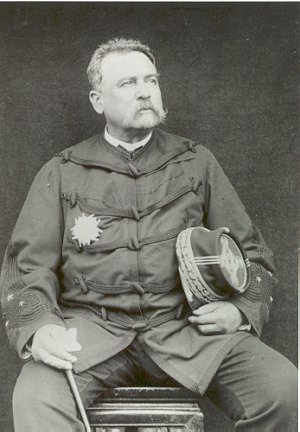
ブリエール・ド・リール将軍

海戦が続く中、陸軍がトンキン戦線で清国軍と黒旗軍への攻撃を繰り返していた。トンキン遠征部隊の総司令官・シャルル・テオドール・ミロー将軍が病に倒れたため、1884年9月に副官のブリエール・ド・リール将軍に交代した。紅河デルタ付近への大規模な清国軍の攻撃に対処した。
1884年9月、広西軍の遠征隊がランソンを越えフランス軍の砲艦2隻を奇襲し、フランス軍は敵が本格的に集合する前に3,000人の兵士を集め反撃した（ケップ攻勢）。白兵戦を含む激しい戦いの末、三派に分けられたフランス軍は各所で広西軍を撃破した。
敗れた広西軍は、後方のドンソン（東山）に撤退した。対するフランス軍もケップ攻勢で得た拠点（ドンソンから2,3マイル）に陣地を築き、広西軍と戦闘した。11月19日、黒旗軍2,000名が移動中のフランス軍700名を攻撃した(Yu Ocの戦い)が、撃退された。更に広東省に拠点を持つ清国の民兵部隊を紅河デルタから追い払うことにも成功して、デルタ東方を掌握した。平行してアンナン（安南）のベトナム人民兵部隊の掃討も完了し、フランス軍は紅河デルタ占領へと駒を進めた。

#### 第一次ランソン攻勢

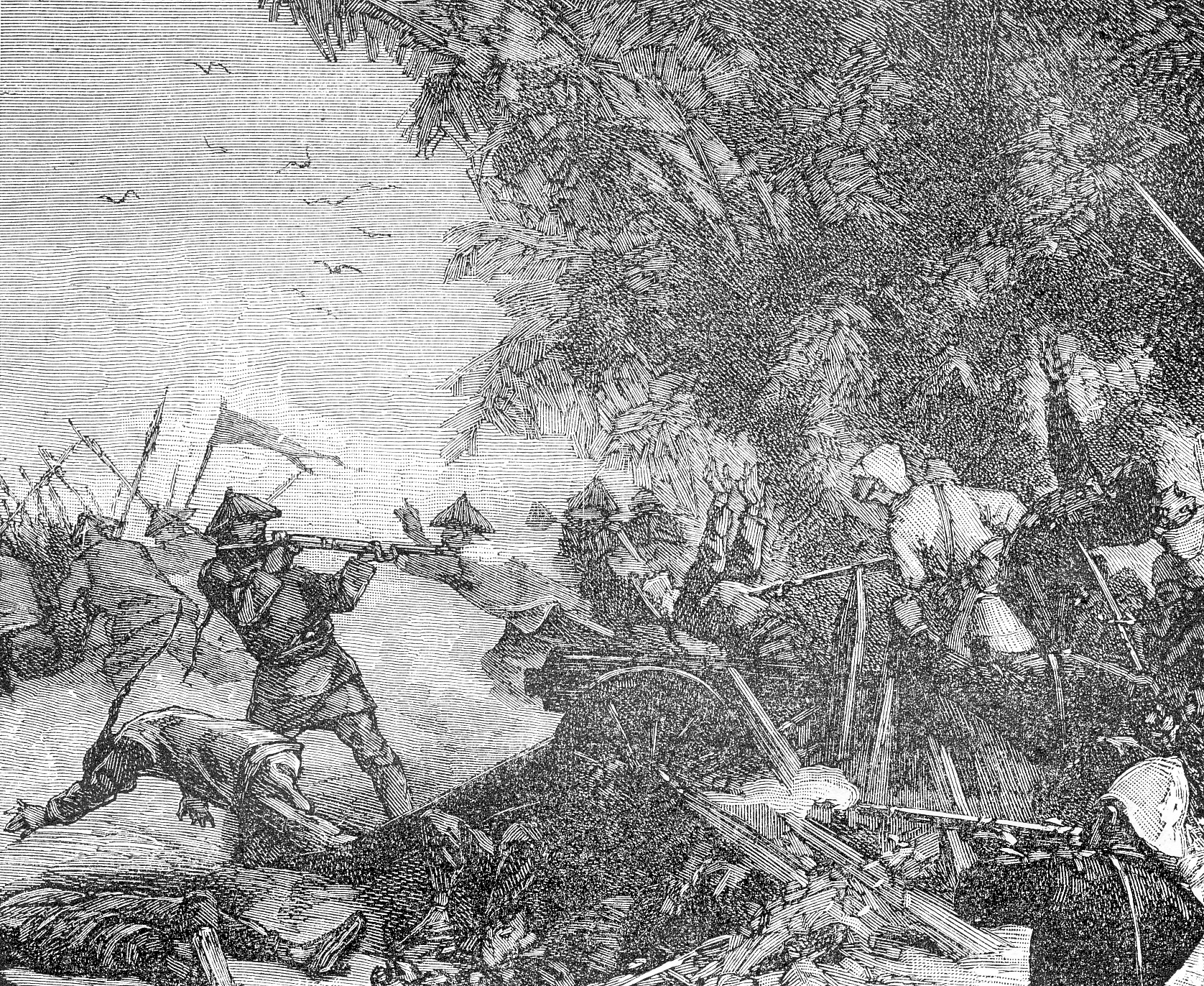
Nui Bopでのフランス軍

1884年12月、フランス議会はトンキンでの陸軍作戦を巡って紛糾した。陸相は紅河デルタの確保を主張したが、強硬派はトンキン全土での総攻撃を主張した。議論は強硬派の押す陸相が新たに着任したことで決着し、トンキン最大の都市ランソンに向けて総攻撃を開始した。前線基地を出撃したフランス軍は、1885年1月3日から4日にかけての攻撃でNui Bopの広西軍守備隊を破り、ランソン攻撃の前哨戦に勝利を収めた(Nui Bopの戦い)。
ランソンに対する攻撃は、1ヶ月の準備を要した。1885年2月3日、フランス軍は7,200人の正規軍と4,500人の現地兵を引き連れて攻撃を再開し、清国軍20,000人が迎え撃った。フランス軍は装備運搬に難渋し、またタイホア（西和）やドンソンで激しい抵抗を受けた。しかし10日にはランソン周辺部に到達し、12日にランソン北部へ進出した。清国軍は、ランソンを放棄して撤退した（第一次ランソン攻勢）。

#### トゥエンクアン包囲戦
ランソン占領後、フランス軍は1884年11月に雲南軍と黒旗軍に包囲されたトゥエンクアン（宣光）で苦戦中の守備隊の救援に向かった。雲南軍と黒旗軍の包囲攻撃により、守備隊はトンキン人の動員兵と共に防戦していたが、ランソン占領時点で兵員の3分の1が死傷していた。
フランス軍第1旅団はトゥエンクアンに進撃し、ホアモクに築かれた包囲側の防衛陣地を攻撃した（ホアモクの戦い）。1885年3月2日、反撃にあって数百人の死傷者を出した。やがてトゥエンクアンへの進路を開き、包囲下の友軍を救う戦いを開始した。程なくして、雲南軍と黒旗軍は包囲を諦め撤退した（トゥエンクアン包囲戦）。
苦戦の末に友軍を救ったこの戦いはフランス軍の士気を大いに高め、ブリエール将軍は「フランスを救った」と国内で賞賛された。

### 終局

#### 泥沼化

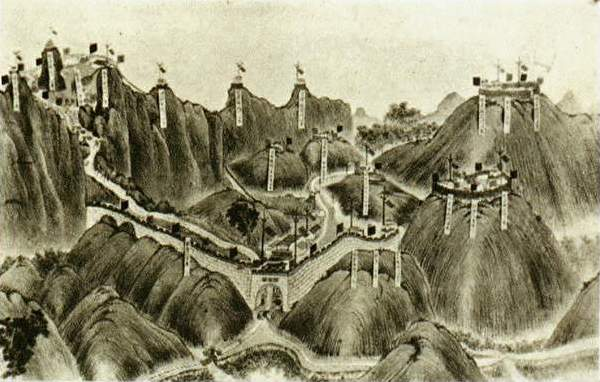
バンボー

トゥエンクアンに向かう前、ブリエールはランソンから更に北進して、ランソン攻勢で致命的な損害を受けていた広西軍に追撃を行うよう前線司令官に命令していた。フランス軍第2旅団は、食料と弾薬を補給した後に命令に従って進撃を再開し、2月23日にドンダンで広西軍を破って遂にトンキンから清国本土へ押し退けた（ドンダンの戦い）。加えて清国側の国境拠点の幾つかを攻撃したが、これ以上戦果を拡大する力は第2旅団には存在せず、ランソンに帰還した。ランソン攻勢以来、戦勝が続いていたフランス軍もここで一旦手詰まりとなった。第2旅団はランソンで広西軍の反撃に対処する事に忙殺され、同じ時に第1旅団は雲南軍の攻撃にあたっていた。広西軍と雲南軍は数週間に亘って攻勢に転じられる状態に無かったが、フランス軍の2個旅団もそれぞれ広西軍と雲南軍に決定的な敗北を強いれる可能性を持たなかった。
戦争の膠着に苛立ったフェリー首相は、講和を引き出す為にブリエールに第2旅団を清国南部の国境地帯に再突入させるように厳命した。ブリエーレは、広西省国境から80キロ辺りにまで軍を突出させる作戦計画について状況から結果を推測したが、3月17日にパリへ打電された結論は「戦力不足で不可能」というものだった。フェリー政権は更に大規模な増援をトンキンへ送り込む決断を下し、これで取りあえず手詰まりの状態からは脱する事ができると見られていた。
増援の殆どは第1旅団に向けられ、第2旅団がランソンを守備する間に前線に立ちふさがる雲南軍の拠点へ攻撃を敢行した（バンボーの戦い）。3月23日にフランス軍はバンボーの幾つかの拠点を占領したが、翌日に始まった雲南軍の猛攻に晒され、損害を出したフランス軍はバンボー占領を諦めて退却した。フランス軍は戦線に穴を開けない様に撤退できたが、後方で再編成を受けたフランス兵達は長引く戦いに怯えつつあった。敗北したフランス兵は士気を低下させており、これは後に起こる失態への予兆を示していた。

#### 第二次ランソン攻勢

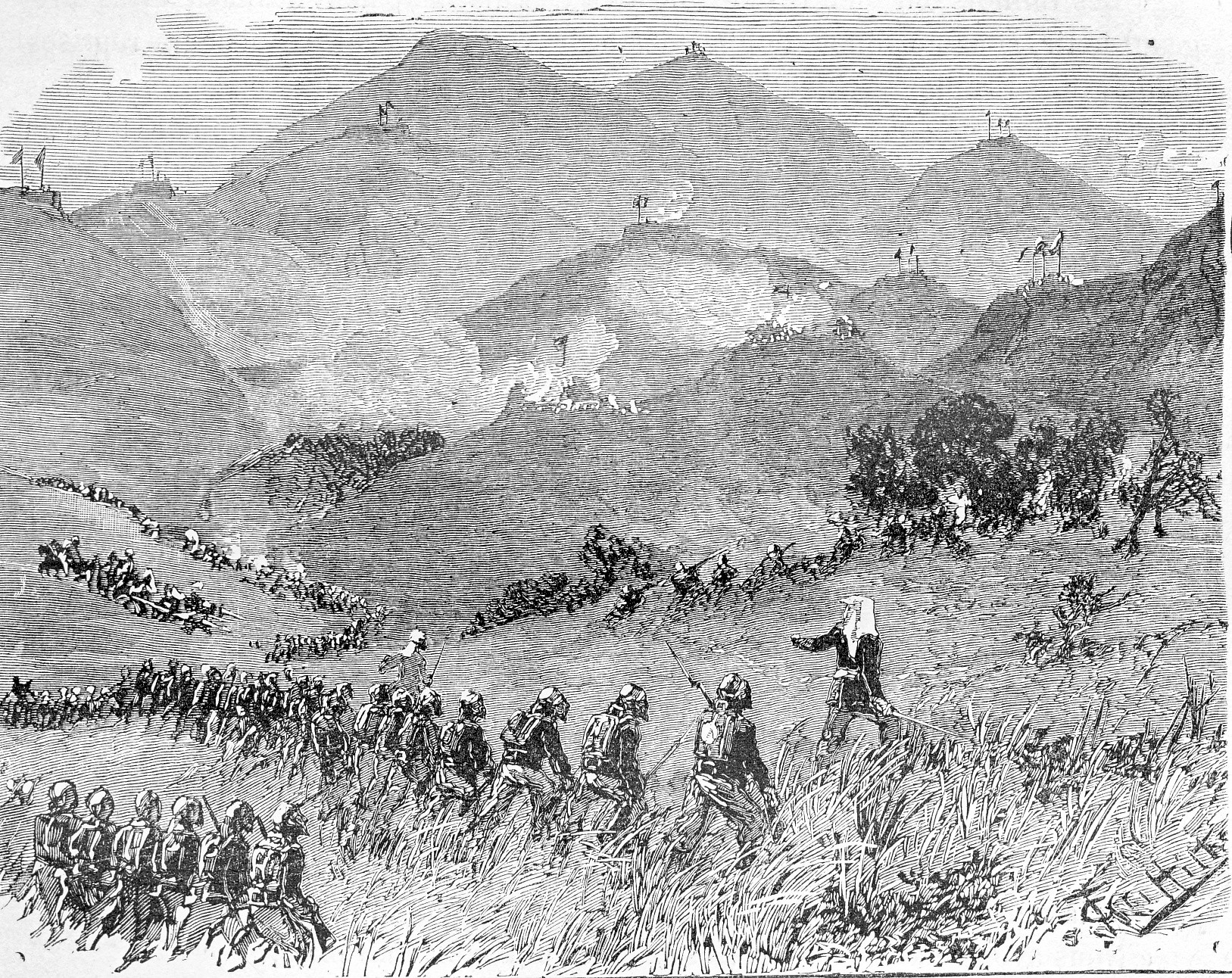
ランソン攻勢の一場面

第1旅団が後退したランソンは、雲南軍と歩調を合わせた広西軍の包囲攻撃を受けていた。第2旅団は少ない手勢で攻撃に耐え、広西軍に反撃してランソン奪還を諦めさせた。雲南軍の勝利に広西軍が乗じる事を防いだ第2旅団は広西軍を追撃して前述の国境攻撃を再開しようとしたが、その途中で前線司令官ネグリエが負傷したことで指揮系統が麻痺してしまった。指揮権を引き継いだ副官ポール＝ギュスターヴ・エルバンジェは普仏戦争で名をあげた人物だったが、前線司令官としては能力を発揮できなかった。第1旅団は追撃を行わず、第2旅団の敗北を埋め合わせて余りある機会を取り逃してしまった。そればかりかバンボーの戦いでの敗北による兵士の士気低下や、広西軍や雲南軍の反撃などで平静な判断力を失ったフランス軍は、ランソンを自ら捨てて敗走した（第二次ランソン攻勢）。エルバンジェも戦死した。
実際には広西軍は反撃を行える状態になく、雲南軍もランソンの戦いに参戦する可能性は無かった。フランス軍内でも反対意見は存在したが、現実に反映されることはなかった。一向に始まる気配のない追撃の恐怖に、フランス軍部隊は最低限の物資しか持ち出さず、我先に逃げ出していった。その為、体制を立て直した広西軍の潘鼎新が「フランス軍敗走」という思いがけない報告にランソンを再占領した時、そこにはフランス製の膨大な物資や武器が残されていた。命からがら後方へ逃げ去ったフランス兵達は、恐怖や疲労から極度に士気を落としていたが、広西軍もまた大きな損害を蒙っていたので追撃は行われなかった。しかし代わりに、追い討ちを掛けるように黒旗軍と雲南軍が西方でフランス軍の守備隊を撃破して敗走させ（フー・ラム・タオの戦い）、フランス軍の恐慌状態に拍車を掛けた。

#### フェリー政権崩壊

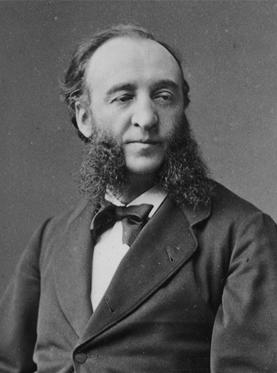
ジュール・フェリー首相

第二次ランソン攻勢でのフランス軍の醜態は、戦いではなく存在しない追撃に自ら怯えた結果であった。従って敗走の後ですら依然としてフランス軍は一定の優位を保っていたが、平静さを失った前線からの報告はブリエール将軍ら後方司令部にも恐怖を伝染させた。3月28日、フランス軍司令部は本国に敗戦の可能性を通達、軍の電報にパリのフランス政府は大きな衝撃を受けた。報告を受けたフェリー首相が速やかに反撃に転じる様に命令すると、ブリエールも「状況が安定化する可能性もある」と報告を修正した。しかし前線と同じく厭戦感情が沸き始めたフランス本国で、この電報の内容は余りにも衝撃的だった。
最初の電報が公に公開されると、直ぐに議会で戦争継続の是非を問う議論が紛糾した。戦争の泥沼化に対して、フェリー政権への不信任案が提出される事態に発展し、3月30日にジュール・フェリーは首相を解任された。彼は二度と同職に復帰することはなく、政界でも閑職へと回された。トンキン騒動と呼ばれるこの政治問題は、フェリーの政治家としての前途を完全に終わらせてしまったのである。

#### 停戦合意
新たに首相となったシャルル・ド・フレシネは清国との講和を打診し、穏健派が力を取り戻していた清国側も了承した。清国側は開戦前に結ばれた天津休戦条約を履行し、フランス側はバクレ伏兵事件の賠償請求を取り下げるなど戦後の関係改善を約束した。
停戦合意に至る直前、フランスは台湾戦線では優勢だった。3月、台湾ではフランス軍の駐屯部隊が基隆の包囲を破り台北に退却させた（基隆の戦い）。もう一つは海軍の攻勢で、澎湖諸島を占領下においていた（澎湖諸島海戦）。ただ、台湾全土を制圧するには至らなかった。戦争は両者手詰まりの状態で、なし崩し的に終戦を迎える事になった。4月4日に停戦合意が結ばれると、速やかに清国軍は条約を履行して軍を撤退させ、黒旗軍も清国本土へ撤収した。フランス軍も、台湾島や周辺の島々などベトナム以外の地域から撤退して、海軍を引き上げさせた。
6月11日、フランス側の総司令官であったクールベ提督は終戦の直後に病死した。

## 戦後

### フランス
1885年6月9日に締結された講和条約である天津条約（李・パトノール条約）では、フランスが北ベトナムを獲得し、通商路を確保（黒旗軍の解散）した。終戦から暫くはベトナム系の叛乱鎮圧を要したが、1887年にはカンボジアと南北ベトナムを合わせて仏領インドシナが成立した。後にラオスなど、他の植民地を取り込んでいくことになる（仏泰戦争を参照）。
だが清仏戦争でのフランス軍の失態は、大いにフランス共和国の帝国主義に水を差し、国民に失望感を蔓延させた。「ランソンからの敗走」によって既に政治家としての権威を剥奪されたフェリーだけでなく、側近として彼の後任となったアンリ・ブリッソンも1885年12月に行われた「トンキン論争」で辛辣な批判を浴び、短期間で辞任に追い込まれた。「トンキン論争」で、クレマンソーら植民地拡大に反対する政治家達はトンキンからの完全撤退すら要求した。議会で行われた撤兵案の議決は反対273票、賛成270票という僅差で退けられた。もう数人が賛成票に投じていたら、ベトナムは独立を恢復していた可能性があった。
清仏戦争の苦戦は、フランス国内で植民地拡大を主張する勢力の信用を失わせ、マダガスカル島など幾つかの占領計画が先延ばしにされた。フランスが戦争を再開するのは、1890年頃に入ってからの事になる。

### 清国
一方の清国では、清仏戦争は旧態依然とした君主制を取る清朝の、歴史的な役割を終わらせる切っ掛けとなった。戦後、西太后と官僚達は海軍の近代化と指揮権の統合を進めた。しかし清朝内の腐敗によって改革は進まず、日清戦争にも敗れることになる。
天津条約により、清朝はフランスに賠償金を支払わなくても済んだが、戦時に10億両以上を戦費で消耗し、約2億両の債務を抱えた。馬江海戦での福建艦隊の敗北は、清朝の進めてきた近代化政策（洋務運動）を後退させた。清仏戦争の教訓の全てが、清帝国の前近代的な指揮系統や装備を示していた。主要艦隊の一部は戦いに加わらなかったが、これを日本に対する備えにしたという帝国上層部の弁明は全く説得力を持たなかった。虎の子の海軍部隊を出し惜しんだことが、フランス軍を有利にした。

## 日本との関わり
フランスと清の衝突が高まりつつあった1883年12月に、フランスの台湾進出を看過できない日本政府はフランス語に堪能な外交官原敬を天津に派遣した。原はフランス領事リヒテル・リューベルと連絡を取りつつ事態を探り、『清仏事件略誌』を記して日本政府に基隆攻略やフランスの海上封鎖など事件の動静を報告した。1884年10月には、駐清公使榎本武揚が天津で総理衙門総裁の慶郡王と会談し、調停役として和平介入を試みたが、清国側の条件が折り合わず成功しなかった。
清国軍や黒旗軍の攻撃が深まるにつれ、フランス政府は不平等条約の改定などの条件を出し、日本に提携の打診を行った。しかし、日本側は参戦には後ろ向きだった。戦争後半の1884年12月4日に起こった甲申政変をきっかけに、日本国内で対中感情が悪化して参戦論が高まった。外務卿井上馨は参戦に意欲を示したが、伊藤博文や西郷従道らは反対した。逆にフランス側は、ランソン攻勢の辺りになると日本の参戦に興味を失い、立ち消えになった。